# Констанца Ляпчева
Констанца Георгиева Ляпчева е българска общественичка.

## Биография
Дъщеря е на тревненския чорбаджия Георги Петрович Чохаджията. Завършва средното си образование в София, след което учи в Швейцария. В 1912 година във Виена Констанца Петрович се жени за Андрей Ляпчев. По време на Балканските войни тя е милосърдна сестра. За тази си дейност е наградена с Голям кръст на Българския червен кръст. Участва активно във всички мероприятия по изхранването и настаняването на бежанските деца. Провъзгласена е за почетна членка на Съюза за закрила на децата в България. Като такава, през 1927 г. е избрана за подпредседател на съюза. На този пост е до 1940 г., когато е избрана за председател. По време на Чирпанското земетресение през 1928 г. завежда службата за общо подпомагане на децата в земетръсната област. За тази дейност е наградена от цар Борис III с Дамски орден за гражданска заслуга I степен. От 1929 г. е почетен делегат за България на Международния съюз за закрила на децата. В 1930 г. е делегат в петата комисия за социални въпроси в Обществото на народите. През 1936 г. е избрана за почетен член на изпълнителния комитет на Международния съюз за закрила на децата. Удостоена е с почетния знак на Столична община. Двамата нямат деца.
Констанца Ляпчева урежда няколко курса за социална работа и заведения за обществено подпомагане на децата:
- Курсове за подготовка на учителки-съветнички, койтои е открит през 1927 г.;
- Първо лятно детско игрище в София през 1929 г.;
- Откриване на дом „Спасете децата“ в София, който дава временен подслон на бедстващи деца;
- Първото българско летовище, което се открива в Дорково;
- Дом „Наше огнище“ в София – единственият пансион в България за юноши работници, който се открива през 1929 г.;
- Летовище „Наше огнище“ – единствената почивна станция в България за юноши работници, която се открива през 1934 г.;
- Сформира комитета „Майка и дете“ в София през 1934 г., в което са уредени първите детски ясли за работнически деца;
- Единственото сиропиталище за селски девици сираци в Долна баня, което е създадено през 1940 г. с цел да подготвя селските девици за добри майки и селски стопанки.[2]